# Milan Vidmar
Milan Vidmar (22. června 1885, Lublaň – 9. října 1962, Lublaň) byl slovinský elektroinženýr, šachista, šachový teoretik, filosof a spisovatel. Byl odborníkem v oblasti transformátorů a přenosu elektrického proudu.

## Život
Milan Vidmar se narodil ve slovinské Lublani v době, kdy byla součástí Rakousko-Uherska. Šel proto studovat na Technickou univerzitu Vídeň, obor strojírenství. Absolvoval v roce 1907. Poté odešel do rodné Lublaně, kde výrazně přispěl k rozvoji slovinské vědy. Stal se profesorem a nakrátko též rektorem (1928-1929) univerzity v Lublani, členem slovinské Akademie věd a umění, zakladatelem lublaňské Fakulty elektrotechniky a lublaňského Institutu elektrotechniky, který dnes nese jeho jméno (Elektroinštitut Milan Vidmar). Roku 1950 získal titul šachového velmistra. Napsal i několik knih o teorii šachu. Slovinská šachová federace pořádá každoročně mezinárodní šachový turnaj s názvem Memorial Milana Vidmara. Jeho mladší bratr, Josip Vidmar, byl vlivný slovinský literární kritik, jeho syn Milan Vidmar mladší se stal významným šachistou.